# Equity premium puzzle
In finanza, l'equity premium puzzle o enigma del premio azionario si riferisce all'osservazione empirica che i rendimenti osservati sui mercati azionari nell'ultimo secolo sono stati superiori a quelli dei titoli di stato; in particolare, il premio per il rischio medio per i titoli azionari nell'ultimo secolo sarebbe pari a circa il 6%, laddove il rendimento medio dei titoli di stato a scadenza breve (considerato una buona approssimazione del rendimento privo di rischio) sarebbe intorno all'1%. Questo fenomeno fu per la prima volta osservato in uno storico lavoro di Mehra e Prescott (1985).

## Illustrazione intuitiva del problema
La teoria economica suggerisce che gli investitori dovrebbero sfruttare l'evidente opportunità d'arbitraggio rappresentata dalla differenza tra premio per il rischio azionario e rendimento medio dei titoli di stato. In particolare, l'investitore rappresentativo, attratto dall'elevato premio per il rischio, dovrebbe avere una domanda maggiore di titoli azionari. Una maggiore domanda provocherebbe a sua volta un aumento dei prezzi medi dei titoli azionari; essendo il rendimento nient'altro che una misura dello scarto tra il prezzo attuale e quello futuro, un aumento del prezzo attuale ceteris paribus riduce il rendimento atteso, e con esso il premio per il rischio (dato dalla differenza tra rendimento atteso e tasso di rendimento privo di rischio). In equilibrio, si ridurrebbe dunque lo scarto tra il premio per il rischio dei titoli azionari e tasso di rendimento privo di rischio, fino al punto in cui tale scarto riflette il premio per il rischio che un investitore rappresentativo richiede per investire nei titoli azionari, caratterizzati da un maggiore rischiosità. 
Rovesciando questo ragionamento, lo scarto osservato tra i due rendimenti dovrebbe riflettere la valutazione del rischio da parte dell'investitore medio. Il problema sorge allorché si considera che, sulla base dei rendimenti osservati, tale scarto implica un livello implausibile di avversione al rischio da parte degli investitori; per rendere l'idea, agli occhi di un investitore rappresentativo dovrebbe essere indifferente partecipare a una scommessa in cui può vincere 50.000 Euro o 100.000 Euro con probabilità del 50% e un guadagno certo di 51.209 Euro.

## Soluzioni proposte
Diverse spiegazioni del fenomeno dell'equity premium puzzle sono state proposte. Si è ipotizzato che il risultato possa essere una mera illusione statistica; secondo versioni alternative, particolari preferenza degli investitori per titoli caratterizzati da maggiore o minore liquidità, o ancora imperfezioni del mercato, potrebbero rendere conto del fenomeno. Kocherlakota (1996) e Mehra (2003) riportano dettagliate analisi di tali spiegazioni; la conclusione in generale è che l'equity premium puzzle è reale, e che il suo elemento centrale, il livello di avversione al rischio implausibilmente elevato, resti privo di spiegazione.

### Teorie basate su rappresentazioni alternative delle preferenze
Il risultato ottenuto da Mehra e Prescott (1985) nel loro originale lavoro è basato su un modello di equilibrio economico generale basato su un agente rappresentativo dotato di funzione di utilità della classe potenza:
{\displaystyle \ u(C_{t},t)=\delta _{t}{\frac {C_{t}^{1-\gamma }}{1-\gamma }}}
dove {\displaystyle \delta _{t}} denota il fattore di sconto soggettivo associato al tempo {\displaystyle t} e {\displaystyle C_{t}} è il consumo al tempo {\displaystyle t}. In questa formulazione, il parametro {\displaystyle \gamma } è il coefficiente relativo di avversione al rischio dell'agente rappresentativo, che fornisce una misura di quanto in media gli operatori del mercato sono disposti a sacrificare i propri consumi nelle eventualità più fortunate (ad es., rendimenti del mercato molto elevati) al fine di raggiungere livelli di consumo più elevati nelle circostanze peggiori (ad es., rendimenti del mercato negativi). Allo stesso tempo l'elasticità di sostituzione intertemporale del consumo è in questo caso pari a {\displaystyle {\frac {1}{\gamma }}}; l'elasticità di sostituzione intertemporale del consumo misura la disponibilità a sacrificare parte del proprio consumo odierno al fine di aumentare il proprio consumo futuro. Dunque, lo stesso parametro {\displaystyle \gamma } porrebbe in relazione due aspetti assai diversi delle preferenze degli operatori economici: la tendenza a trasferire il consumo tra diversi stati del mondo, ossia dalle circostanza più rosee a quelle peggiori, e la tendenza a trasferire il consumo nel tempo. 
Un certo numero di lavori ha osservato come l'equity premium puzzle possa derivare dall'incapacità di un modello basato su un singolo parametro ({\displaystyle \gamma }) ad adattarsi alla realtà delle preferenze degli operatori economici, caratterizzate dai due diversi aspetti sopra descritti. In particolare, non c'è ragione a priori per ipotizzare che un agente caratterizzato da elevata avversione al rischio (ossia, da un elevato valore di {\displaystyle \gamma }) sia meno disposto a trasferire nel tempo i propri consumi (ossia, abbia una minore elasticità di sostituzione intertemporale del consumo {\displaystyle {\frac {1}{\gamma }}}). Una soluzione proposta è quella di ricorrere a una rappresentazione delle preferenze dell'agente rappresentativo più generale della classica utilità attesa à la Von Neumann-Morgenstern utilizzata da Mehra e Prescott. Una proposta, dovuta a Epstein e Zin (1991) è la funzione di utilità ricorsiva:
{\displaystyle \ u(C_{t},t)=\left[C_{t}^{1-\rho }+\delta _{t}{\mbox{E}}\left[(u(C_{t+1},t+1))^{1-\alpha }\right]^{\frac {1-\rho }{1-\alpha }}\right]^{\frac {1}{1-\rho }}}
Tale funzione di utilità attesa generalizzata comprende la funzione di utilità CRRA di Mehra e Prescott come caso particolare, per {\displaystyle \ \alpha =\rho }, e in generale la parametrizzazione del coefficiente relativo di avversione al rischio è diversa da quella dell'elasticità di sostituzione intertemporale del consumo.

### Teorie dihabit formation
Una soluzione alternativa è basata sull'idea che l'operatore economico medio non derivi la propria utilità semplicemente dal consumo, ma dalla distanza del consumo con un livello di riferimento {\displaystyle \xi }, così da ridurre la funzione di utilità a:
{\displaystyle \ u(C_{t},t)={\mbox{E}}\left[\delta _{t}{\frac {(C_{t}-\xi _{t})^{1-\gamma }}{1-\gamma }}\right]}
dove {\displaystyle \xi _{t}} può essere una media dei consumi passati (come dire: traggo effettivamente utilità solo da livelli di consumo superiori a quanto sono abituato) o il livello di consumo medio di tutti i consumatori dell'economia (come dire: traggo utilità solo da livelli di consumo superiori a quelli dei miei vicini; questa ipotesi è nota in letteratura sotto il nome di keepin' up with the Joneses, pressappoco traducibile con: stare al passo con la famiglia Jones). Modelli di questo tipo sarebbero in grado di rendere conto del modesto livello storico del tasso di rendimento privo di rischio; non sarebbero tuttavia in grado di spiegare l'elevato livello del premio per il rischio osservato da Mehra e Prescott, a meno di ipotizzare, ancora una volta, livelli di avversione al rischio molto elevati.

### Teorie basate sulla finanza comportamentale
Una tesi alternativa è stata proposta da Benartzi e Thaler (1995). Applicando la teoria dei prospetti, sostengono che una spiegazione basata su un'avversione alle perdite miopica possa chiarire il problema. Benartzi e Thaler ipotizzano che gli investitori valutino il loro portafoglio in un'ottica miope, ossia sulla base di un orizzonte temporale ridotto, e che su tale orizzonte siano caratterizzati da avversione alle perdite: in altre parole, l'impatto negativo in termini di utilità di una perdita pari a {\displaystyle X} è maggiore dell'impatto positivo sull'utilità di un guadagno anch'esso pari a {\displaystyle X}. Benartzi e Thaler giustificano questa ipotesi sulla base dei risultati sperimentali di Kahneman e Tversky (1981).
L'orizzonte temporale di riferimento che le stime di Benartzi e Thaler implicano, sulla base di un equity premium del 6% e di un moltiplicatore di avversione alle perdite pari a 2 (quest'ultimo sarebbe un risultato generale della ricerca nell'ambito della finanza comportamentale, o behavioral finance) è di approssimativamente un anno. Il modello di Berantzi e Thaler sarebbe dunque in grado di replicare il risultato di un elevato rendimento dei titoli azionari in eccesso rispetto al rendimento privo di rischio, sulla base di valori "ragionevoli" per i parametri del modello.
L'idea di Benartzi e Thaler è stata più di recente estesa a un modello di tipo dinamico (il modello originariamente proposto di Benartzi e Thaler è uniperiodale) da Barberis e Huang (2001). Barberis e Huang ipotizzano che l'investitore rappresentativo che opera sui mercati finanziari abbia una funzione di utilità caratterizzata, come nel caso di Benartzi e Thaler (1995) da avversione alle perdite; Barberis e Huang ipotizzano inoltre una forma di mental accounting in base alla quale l'impatto negativo di una perdita sulla funzione di utilità è maggiore se la perdita è preceduta da rendimenti negativi dell'investimento originale. Queste ipotesi si riflettono in una funzione di utilità:
{\displaystyle \ u(C_{t},x_{t})={\frac {C_{t}^{1-\gamma }}{1-\gamma }}+{\mbox{E}}\left[{\frac {C_{t+1}^{1-\gamma }}{1-\gamma }}+b_{0}\rho v(x_{t+1})\right]}
dove {\displaystyle \ C_{t}} denota il consumo al tempo {\displaystyle t}, e {\displaystyle x_{t+1}} è il guadagno o perdita rispetto all'investimento originario; {\displaystyle b_{0}\rho } è un fattore di scala, e la funzione {\displaystyle v(\cdot )} rappresenta la componente di avversione alle perdite:
{\displaystyle v(x_{t+1})=\left\{{\begin{matrix}x_{t+1}&\iff &x_{t+1}\geq 0\\\lambda x_{t+1}&\iff &x_{t+1}<0\end{matrix}}\right.}
Il parametro {\displaystyle \lambda >1} genera l'effetto di avversione alle perdite, facendo sì che una perdita {\displaystyle x_{t+1}<0} abbia un impatto pari a {\displaystyle \lambda x_{t+1}}, maggiore di quello di un guadagno pari a {\displaystyle x_{t+1}}. {\displaystyle \lambda } inoltre varia a seconda che il guadagno o perdita {\displaystyle x_{t+1}} sia preceduto da guadagni o perdite, rendendo così conto dell'ipotesi di mental accounting formulata da Barberis e Huang (2001).
La considerazione di tale aspetto dinamico della valutazione di scelte d'investimento rischiose da parte degli investitori consente a Barberis e Huang (2001) di replicare l'elevato rendimento in eccesso dei titoli azionari, proponendo così una soluzione all'equity premium puzzle, nel contesto di un modello più generale di quello di Benartzi e Thaler (1995).